# 白茶花骑士团
白茶花骑士团（Knights of the White Camelia）是一个美国政治恐怖组织，于19世纪末在美国南部活动。它支持白人至上并反对自由民的权利，与三K党亦有关联。

## 历史
1867年5月22日，联盟军德布朗克上校以白茶花为名，在路易斯安那州富兰克林创立了白茶花骑士团。克里斯托弗·朗（Christopher Long）称，“其成员宣誓支持白人至上，反对种族融合，抵制所谓的提包客对社会和政治的侵占，并支持恢复白人对政府的控制”。 历史学家尼古拉斯·莱曼（Nicholas Lemann）称该骑士团为路易斯安那州的首要恐怖组织。 他们的策略（包括“骚扰、鞭笞，有时还包括谋杀”）“在1868年夏秋两季在该州的黑人中制造了恐怖统治”。 
白茶花骑士团主要活跃于深南部的南部地区。其成员包括路易斯安那州法官泰勒·比第，他领导了1887年的锡伯杜大屠杀。历史学家乔治·拉博（George C. Rable）指出，“尽管共和党人在这些暴行中看到了准备大规模阴谋的证据，但在路易斯安那州，和其他地方相似，白人恐怖分子的活动并没有超出地方层面。”  不同于三K党的成员大多来自南方下层阶级（主要是同盟国退伍军人），白茶花骑士团主要由南方上层阶级组成，包括地主、报纸编辑、医生和军官。他们通常也是同盟军的退伍军人，在战前处于上层社会。1869年之后，骑士团逐渐走向衰落。更激进的人加入了1870年代中期成立的白人联盟或类似的准军事组织。到1870年，最初的白茶花骑士团大部分已不复存在。

## 影响
1939年，时代杂志报道称，西弗吉尼亚州的反犹分子George E. Deatherage将自己描述为“白茶花骑士团的全国总指挥”。 在1990年代，位于德克萨斯州东部的一个三K党组织采用了同样的名称。根据《上帝的战士》一书，新时代的白茶花在德克萨斯州的维多市具有很强的影响力。自从“白茶花”这个名字回归以来，路易斯安那州和佛罗里达州也出现了以“白茶花”（有时拼写为Kamelia）为名的三K党团体。